# Илино (Горажде)
Илино је насељено мјесто у Босни и Херцеговини, у граду Горажду, које административно припада Федерацији Босне и Херцеговине. Према попису становништва из 1991. у насељу је живјело 27 становника.

## Становништво
По последњем службеном попису становништва из 1991. године, насеље Илино је имало 27 становника. Сви становници су били Срби.